# Amir Mokri
Amir M. Mokri (Teheran, 11 giugno 1956) è un direttore della fotografia iraniano naturalizzato statunitense, conosciuto principalmente per il suo lavoro in film come L'uomo d'acciaio e Transformers 4 - L'era dell'estinzione.

## Biografia
Mokri è nato in Iran ed emigrò negli Stati Uniti d'America nel 1977. Si è laureato presso l’Emerson College e l'American Film Institute.

## Filmografia

### Cinema
- Blue Steel - Bersaglio mortale (Blue Steel), regia di Kathryn Bigelow (1989)
- Uno sconosciuto alla porta (Pacific Heights), regia di John Schlesinger (1990)
- Sognando Manhattan (Queens Logic), regia di Steve Rash (1991)
- Whore (puttana) (Whore), regia di Ken Russell (1991)
- Freejack - In fuga nel futuro (Freejack), regia di Geoff Murphy (1992) - non accreditato
- Il circolo della fortuna e della felicità (The Joy Luck Club), regia di Wayne Wang (1993)
- La prossima vittima (Eye for an Eye), regia di John Schlesinger (1996)
- Le ragazze del Coyote Ugly (Coyote Ugly), regia di David McNally (2000)
- Don't Say a Word, regia di Gary Fleder (2001)
- Salton Sea - Incubi e menzogne (The Salton Sea), regia di D.J. Caruso (2002)
- Bad Boys II, regia di Michael Bay (2003)
- Identità violate (Taking Lives), regia di D.J. Caruso (2004)
- Lord of War, regia di Andrew Niccol (2005)
- Il mistero delle pagine perdute - National Treasure (National Treasure: Book of Secrets), regia di Jon Turteltaub (2007)
- Prospettive di un delitto (Vantage Point), regia di Pete Travis (2008)
- Fast & Furious - Solo parti originali (Fast & Furious), regia di Justin Lin (2009)
- L'ultimo dei Templari (Season of the Witch), regia di Dominic Sena (2011)
- Transformers 3 (Transformers: Dark of the Moon), regia di Michael Bay (2011)
- L'uomo d'acciaio (Man of Steel), regia di Zack Snyder (2013)
- Transformers 4 - L'era dell'estinzione (Transformers: Age of Extinction), regia di Michael Bay (2014)
- Good Kill, regia di Andrew Niccol (2014)
- Pixels, regia di Chris Columbus (2015)
- C'era una volta a Los Angeles (Once Upon a Time in Venice), regia di Mark Cullen e Robb Cullen (2017)
- Anon, regia di Andrew Niccol (2018)
- Superfly, regia di Director X (2018)
- Murder Mystery, regia di Kyle Newacheck (2019)
- Feel the Beat, regia di Elissa Down (2020)

### Televisione
- The First Lady - serie TV (2022)